# Catethoi
Catethoi (Catethoy), jedno od plemena američkih Indijanaca koji su živjeli na istoku Brazila. Jezično si pripadali u nadporodicu ge-pano-karib, porodici camacanian, užoj skupini Cotoxo. Ova plemena su živjela na rijekama Pardo i Contas u Minas Geraisu.